# Зеллерих
Зеллерих (нем. Sellerich) — община в Германии, в земле Рейнланд-Пфальц. 
Входит в состав района Айфель-Битбург-Прюм. Подчиняется управлению Прюм.  Население составляет 294 человека (на 31 декабря 2010 года). Занимает площадь 17,37 км².
Город подразделяется на 4 городских района.